# حباب اقتصادی گل لاله

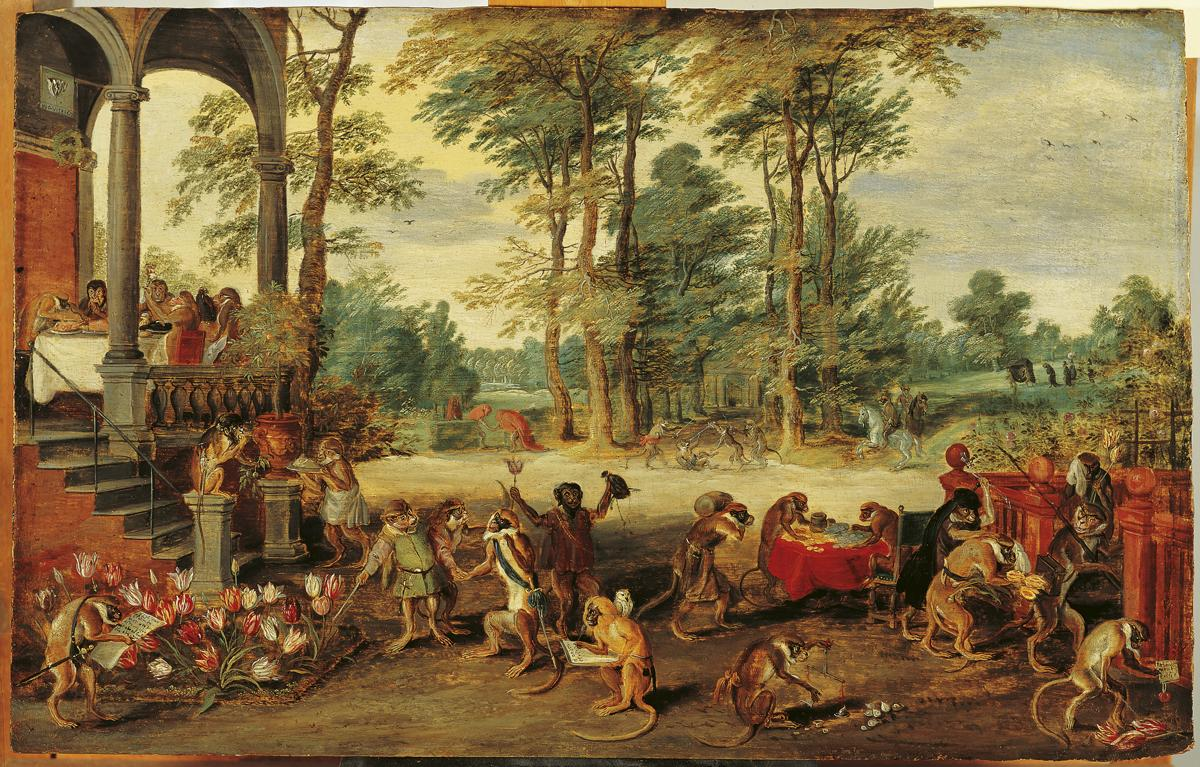
طنز مانیای گل لاله اثر بروگل جوان (حدود ۱۶۴۰) دلالان به عنوان میمون بی‌مغز در طبقهٔ بالای با لباس معاصر را به تصویر کشیده شده‌اند. در تصویر این حماقت اقتصادی، یک میمون در گوشه سمت راست در حال ادرار کردن بر روی لالهٔ قبلاً با ارزش است، دیگران در در دادگاه به عنوان بدهکار ظاهر شده‌اند و یکی دیگر به طرف قبر حمل می‌شود.

جنون گل لاله (به انگلیسی: Tulip mania) به دوره‌ای در عصر طلایی هلندی (مابین سال‌های ۱۶۳۴ تا سال ۱۶۳۷ میلادی) گفته می‌شود که قیمت برای پیاز تازه معرفی شده گل لاله به سطح فوق‌العاده بالا ترقی کرد و سپس به‌طور ناگهانی سقوط کرد. جنون گل لاله اولین حادثهٔ حباب اقتصادی و یکی از سه حباب اقتصادی بزرگ در تاریخ معاصر اروپا به‌شمار می‌آید.

## پیش از بحران
دلایل به وجود آمدن حباب اقتصادی لاله هنوز ناشناخته است. از تئوری‌هایی که مطرح شده تئوری جنون تصادفی و حرص و طمع مردم است. در آن زمان هلند یک قدرت بزرگ اقتصادی بود، اما مردم کشاورز و کارگر از زندگی فقیرانه در رنج بودند و همین مردم بودند که در شکل گرفتن بحران نقش داشتند.
هلند در اوایل قرن هفدهم پس از جنگی هشتاد ساله مابین ۷ ایالت شمالی پیروز شده بود و استقلال خود را در این زمان به دست آورده بود. امپراتوری هلند از نظر قدرت دریایی بر اروپا تسلط داشت. تجارت ادویه را از کشور پرتغال ربوده و به سبب اینکه مرکز اروپا درگیر جنگ سی‌ساله بود، آمستردام به مرکز تجارت اروپا تبدیل شده بود. در نتیجه از نظر رونق اقتصادی در سطح بسیار بالایی قرار داشت و آثار هنری کشورهای دیگر به این کشور منتقل و جمع‌آوری می‌شد.
از طرفی دیگر قیمت‌ها نسبت با کشورهای مجاور بالاتر بود. کشاورزان، صنعتگران و کارگران با درآمد خود به زحمت قادر به زندگی بودند و گوشت به ندرت در غذاهای روزانه مصرف می‌شد. به همین سبب کسانی که در بحران وارد شدند جهت خرید و برای سرمایه‌گذاری به جای پول نقد از اموال و مستغلات و وسایل خانه یا حیوانات دامی استفاده کردند.
از نظر زمینهٔ فرهنگ عاملی که فهم وقوع بحران را مشکل می‌کند نفوذ و انتشار مکتب کالونیسم در هلند در آن زمان بود. بر طبق تعالیم این مکتب سعی و کوشش برای صرفه جویی یک نوع فضلیت به‌شمار می‌آید.

## انتشار به هلند
در سال ۱۴۵۳ میلادی و پس از سقوط قسطنطنیه در امپراتوری عثمانی استفاده از طرح لاله در ساختن نمای مساجد یا لباس سلطان بسیار محبوب بود. این گل در سدهٔ ۱۶ میلادی به اروپا منتقل شد.
در فرانکفورت یک گیاهشناس فرانسوی به نام کارلوس کلوسیوس تحقیق بر روی پیاز گل لاله را آغاز کرد. کارلوس در سال ۱۵۹۳ میلادی به دانشگاه لیدن دعوت شد و به هنگام مهاجرت به شهر لیدن تعداد بسیار زیادی پیاز گل لاله را با خود به این شهر برد. در هلند او توانست تحقیق و زراعت لاله را تشویق کند و بدین ترتیب گل لاله به این کشور انتقال پیدا کرد.

## خصوصیات گل لاله
افزایش گل لاله در مدت زمان کوتاه بسیار مشکل است، در چنین شرایطی امکان به وجود آمدن عدم توازن عرضه و تقاضا به وجود خواهد آمد. ازدیاد و کاشت گیاه لاله یا از طریق کاشت بذر یا از طریق کاشت پیاز آن است. در صورت استفاده از بذر ۷–۳ سال تا درآمدن گل طول می‌کشد. در صورتی‌که اگر پیاز گل استفاده شود گل دادن گیاه در همان سال صورت می‌گیرد. از هر گیاه مادر حداکثر ۲ یا ۳ پیاز فرزند بیشتر به دست نمی‌آید. در چنین شرایطی افزایش سریع تقاضا به تولید سریع منجر نخواهد شد.

## رسیدن به بحران

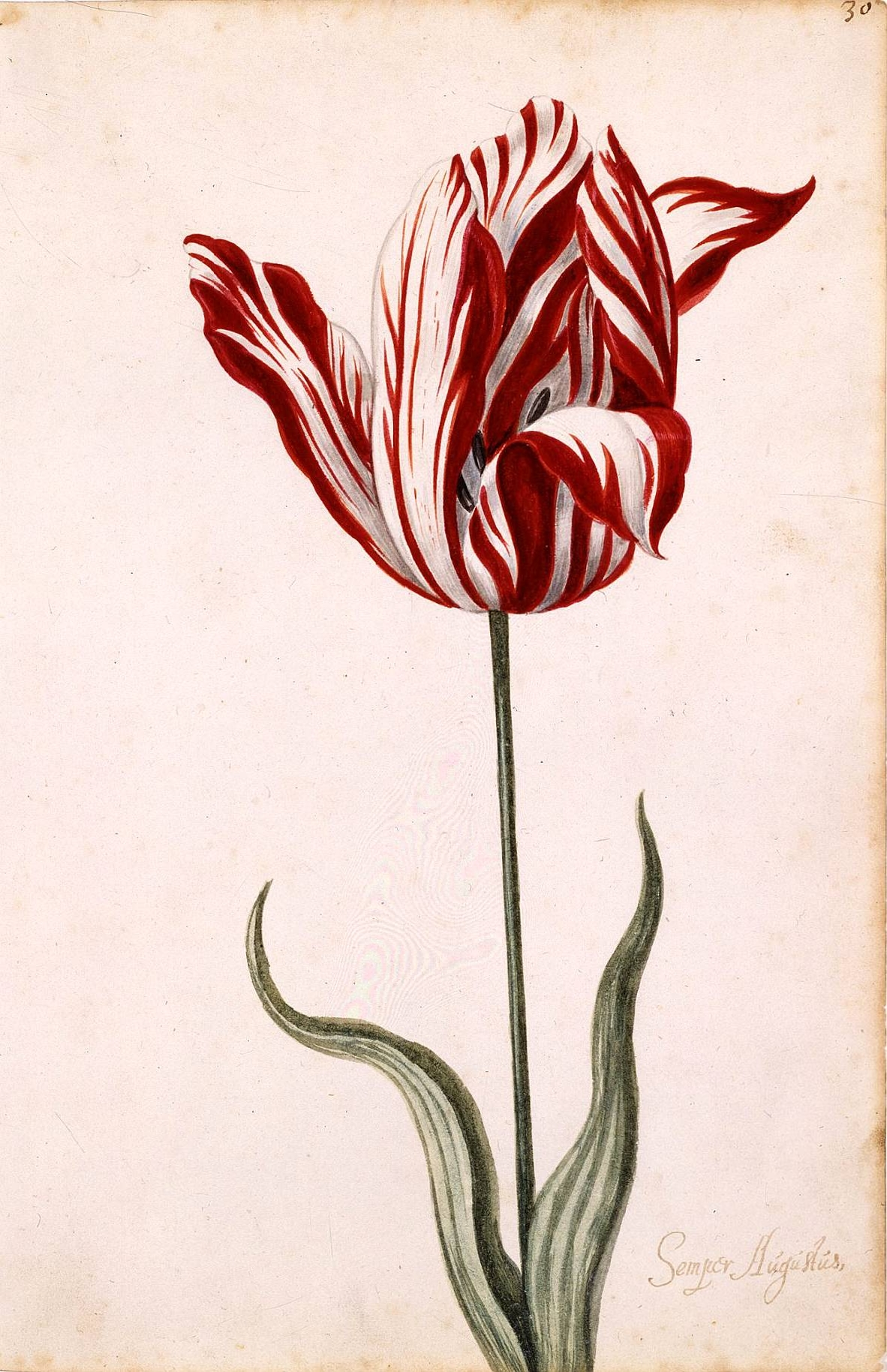
Semper Augustus

پیشرفت یک حباب اقتصادی را به سه مرحله می‌توان تقسیم کرد. مرحلهٔ نخست عدم توازن بین عرضه و تقاضا، مرحلهٔ دوم وارد شدن واسطه‌ها، مرحلهٔ سوم درگیر شدن مردم عادی با بحران اقتصادی است.

### علاقه‌مندان لاله
در دههٔ ۱۶۱۰ میلادی، ایجاد و ثبت انواع جدید به نام اشخاص در بین باغداران و علاقه‌مندان بالا گرفت. قیمت هر پیاز در این دوران بسیار بالا بود. انواع تک رنگ لاله نسبتاً ارزان بود ولی انواع نادرتر برای مثال Semper Augustus که نوع دو رنگ لاله به رنگ‌های بنفش و سفید است، به قیمت در حدود ۱۰۰۰ فلورین (florin) رسید و این در حالی بود که در این زمان یک خانوادهٔ کارگری در حدود ۲۵۰ فلورین درآمد سالیانه داشت. به مرور زمان با افزایش علاقه و تقاضا قیمت‌ها نیز رو به افزایش نهاد.

### ورود دلالان
در سال ۱۶۳۴ میلادی توجهٔ دلالان به بازار خرید و فروش گل لاله جلب شد. ورود این دسته به منظور کاشت یا به منظور لذت بردن از زیبایی لاله نبود بلکه تنها هدف بالا بردن قیمت و سود در معامله بود. در این زمان محبوبیت لاله از شهر لیدن به آمستردام و شهر هارلم و دیگر شهرها گسترش پیدا کرده بود. همین امر سبب بالا رفتن انفجاری تقاضا در بین ثروتمندان شده بود.

### افراط
با پخش شدن شایعات مبنی بر اینکه در کوتاهترین مدت با خرید و فروش پیاز لاله به ثروت عظیم رسید، صنعتگران و کشاورزان نیز وارد بازار لاله شدند. با ورود این گروه تغییرات عمده‌ای در بازار به وجود آمد. از آنجائیکه که اجناس موجود کفاف بازار را نمی‌دادند، قراردادهای آتی (Futures contract) یا توافقنامه‌ای مبتنی بر خرید یا فروش دارائی در زمان معین در آینده وبا قیمت مشخص رونق پیدا کرد. در چنین قراردادهایی که بیشتر در میخانه‌ها بسته می‌شد، در عوض فروش پیاز لاله در ماه آوریل ممکن بود مالکیت زمین، دام، یا لوازم منزل به جای پول نقد مورد توافق قرار گیرد. با افزایش خریداران افزایش قیمت حتی شامل انواع ارزان قیمت نیز شد و خریداران قدرت خرید خود را از دست دادند.

از این دوران حکایت‌های بسیاری بر جا مانده‌است، 

یکی از علاقه‌مندان به گیاهان از انگلستان به خانهٔ دوستش در هلند مهمان بود. هنگامی‌که در منزل تنها بود به پیازی نادر برخورد. برای بررسی پوست آن را کند و داخل آن را باز کرد. هنگامی‌که دوست هلندی‌اش به خانه بازگشت، از او پرسید اسم این پیاز چیست؟ دوستش نام نوع پیاز لاله را به او گفت و مطالبی را در دفترش یادداشت کرد. گیاه‌دوست انگلیسی پرسید، چنین پیازی در هلند زیاد پیدا می‌شود؟ دوستش درحالی‌که پشت گردن او را گرفته بود، گفت وقتی با من پیش قاضی آمدی، می‌فهمی! پس از شکایت و محاکمه فرد انگلیسی تا تهیه و پرداخت ۲۰۰۰ سکهٔ طلا در زندان به سر برد.

### سقوط قیمت
در سوم فوریه ۱۶۳۷ میلادی ناگهان سقوط قیمت اتفاق افتاد. البته به جای سقوط قیمت بهتر است گفته شود هیچ خریداری بیش از این قادر به خرید نبود. پس از سقوط قیمت‌ها در طی چند هفته قیمت گیاهی که با ۵۰۰۰ گیلدر معامله می‌شد به یک صدم قیمت رسید. تعداد کسانی که قادر به پرداخت مبالغ قراردادها نبودند در حدود ۳۰۰۰ نفر تخمین زده می‌شود. بدین ترتیب دوران جنون گل لاله در هلند به پایان رسید.

## نوسانات در قیمت گل
گاربر قیمت گل‌های موجود گل سنبل در اوایل قرن نوزدهم میلادی را با وقایع مربوط به جنون گل لاله مقایسه کرد. این در زمانی بود که گل سنبل به جای گل لاله مد روز شده بود و همان روند مشابه را مشاهده کرد. وقتی گل سنبل مد شد به علت کثرت تقاضا، پرورش دهندگان گل با هم سر تولید گونه‌های زیبای سنبل رقابت داشتند. ولی به مرور که مردم به سنبل خو گرفتند، قیمت‌ها هم پایین آمد و در طی مدت ۳۰ سال گران‌ترین غده‌ها تنها ۲–۱ درصد افزایش قیمت داشتند.
گاربر همچنین اشاره می‌کند که در سال ۱۹۸۷ یک تعداد کمی از غده‌های مادر سوسن با قیمت ۱ میلیون گیلدر، برابر با ۴۸۰۰۰۰ دلار (با نرخ ارز) بفروش رفت. این ثابت می‌کند که هنوز هم در زمان حاضر گل‌ها متقاضی دارند و می‌توانند به قیمت بالا بفروش بروند.